# Spechtritz
Spechtritz ist ein Ortsteil der Kleinstadt Rabenau im sächsischen Landkreis Sächsische Schweiz-Osterzgebirge.

## Geografie
Spechtritz ist ein Waldhufendorf, das sich in nordöstliche Richtung von einer Hochfläche zur Roten Weißeritz hinunter erstreckt. Der Ort liegt auf ca. 330 m Meereshöhe und befindet sich am untersten Rand des Osterzgebirges. In Spechtritz leben etwa 300 Einwohner (2004).
Nachbarorte
| Lübau  | Rabenau                                     |       |
|        | Kompassrose, die auf Nachbargemeinden zeigt | Oelsa |
| Borlas | Seifersdorf                                 |       |

## Geschichte
Das um 1300 angelegte Waldhufendorf wurde unter der Bezeichnung Speckhart (Etymologie: Specht + Hardt) erstmals im Jahr 1450 urkundlich erwähnt. 1516 kam die slawisch klingende Bezeichnung Spechtritz in Erwähnung. Zu dieser Zeit lag die Grundherrschaft beim Rittergut Berreuth, danach war es Amtsdorf des Amts Dippoldiswalda. Spechtritz war bis 1973 zur Kirche Seifersdorf gepfarrt, danach zur Kirche Rabenau.
Spechtritz gehörte ab 1875 zur Amtshauptmannschaft Dippoldiswalde, ab 1952 zum Kreis Freital. 1973 wurde Spechtritz zur Stadt Rabenau eingemeindet. Für lokale Belange existiert nach der sächsischen Gemeindeordnung ein Ortschaftsrat mit einem Ortsvorsteher.

### Einwohnerentwicklung
In den Jahren 1552 teilten sich die Einwohner in sogenannte 7 besessene Mann und 5 Inwohner und 1764 in 19 besessene Mann und 3 Häusler.
| Jahr      | 1552 | 1764 | 1834 | 1871 | 1890 | 1910 | 1925 | 1939 | 1946 | 1950 | 1964 |
| --------- | ---- | ---- | ---- | ---- | ---- | ---- | ---- | ---- | ---- | ---- | ---- |
| Einwohner | 12   | 22   | 150  | 180  | 214  | 284  | 277  | 306  | 380  | 355  | 296  |

Quelle:

## Wirtschaft und Verkehr
Spechtritz war jahrhundertelang landwirtschaftlich geprägt. Bekannt ist Spechtritz für sein holzverarbeitendes Handwerk (Stuhlbau, Volkskunst). Entlang der Roten Weißeritz befanden sich bis zum Hochwasser 2002 die Reste der Spechtritzmühle und der Korkfabrik in der sogenannten Felsenmühle. Diese Gebäude wurden 2006 bzw. 2008 abgerissen und die Flächen renaturiert.
Spechtritz besitzt einen Haltepunkt an der Weißeritztalbahn. Gemeindestraßen führen nach Rabenau und Borlas.

## Kultur und Sehenswürdigkeiten
Jedes Jahr am ersten Advent wird in Spechtritz eine große Freiluft-Weihnachtspyramide am unteren Ortseingang feierlich in Betrieb genommen. Das in der Ortsmitte stehende Kriegerdenkmal wurde am 31. Juli 1921 eingeweiht.